# Tiskre (Tallinn)
Tiskre is een subdistrict of wijk (Estisch: asum) binnen het stadsdistrict Haabersti in Tallinn, de hoofdstad van Estland. De wijk telde 2.058 inwoners op 1 januari 2020. Tiskre is de meest westelijk gelegen wijk van Tallinn en grenst aan de wijken Kakumäe en Vismeistri, aan de plaatsen Tabasalu en Tiskre in de gemeente Harku en aan de Baai van Kakumäe, een onderdeel van de Baai van Tallinn.
Het beekje Tiskre oja vormt de grens met Kakumäe.

## Geschiedenis

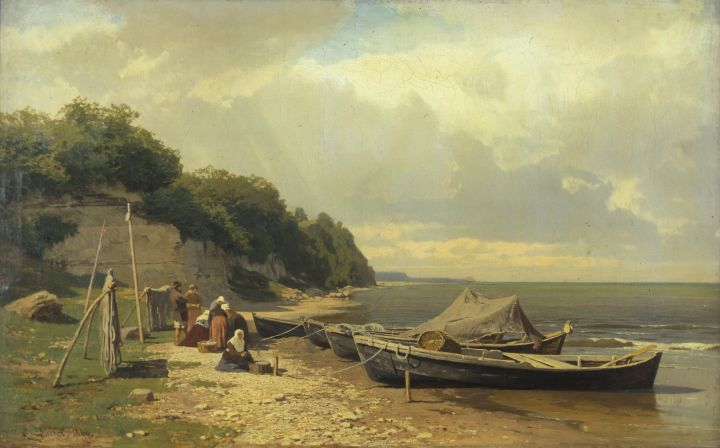
Schilderij Zeekust bij Tiskre van Eugen Gustav Dücker (1841-1916)

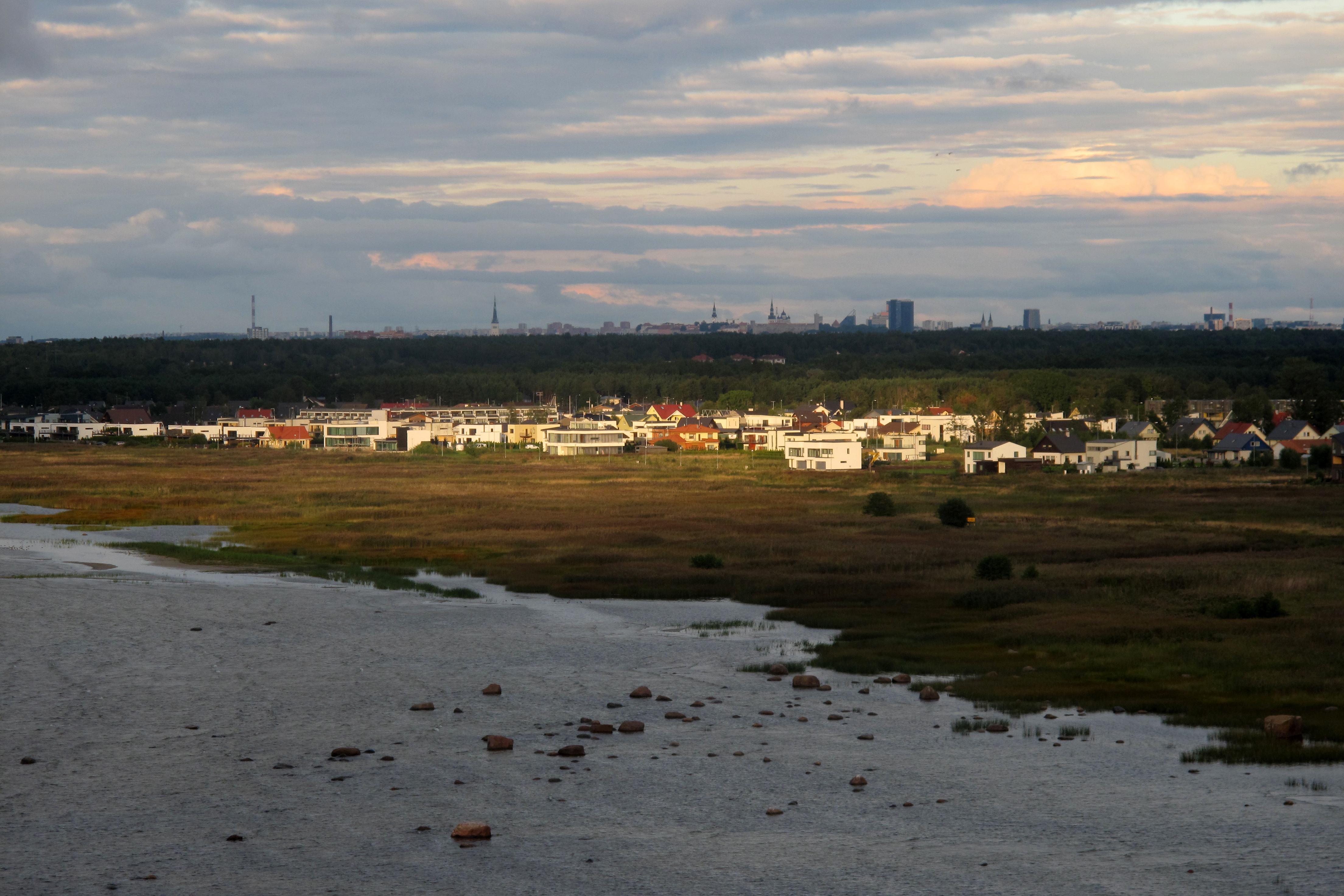
Nieuwbouw in Tiskre, met op de achtergrond de torens van Tallinn

Het dorp Tiskre wordt voor het eerst vermeld in 16e-eeuwse bronnen. De naam wordt daar vermeld als Tiszkeranne, dan wel Diskerkulle. In het Duits (in het toenmalige Estland de taal van de elite) werd het dorp later Tischer genoemd. In de volgende eeuwen werd het dorp dankzij zijn ligging aan een beschut deel van de Oostzee op bescheiden schaal een kuuroord. Beter gesitueerden lieten er datsja’s bouwen.
In 1891 werd Tiskre met een aantal andere dorpen samengevoegd tot de gemeente Harku.
In 1975 werd een deel van het dorp bij Tallinn gevoegd. Sindsdien zijn er veel moderne, meestal vrijstaande huizen gebouwd voor de beter gesitueerden. De wijk is harder gegroeid dan het gelijknamige dorp Tiskre, dat na de splitsing overbleef. De wijk heeft ca. 2000 inwoners, het dorp ca. 1600.
Het rietland tussen de wijk en de Baai van Kakumäe is een broedgebied voor vogels.

## Vervoer
Ten zuiden van de wijk loopt de weg Tallinna–Rannamõisa–Kloogaranna tee, die de grens met de gemeente Harku vormt. Ten noorden daarvan loopt de weg Taludevahe tänav, die de beide Tiskres verbindt.
Tiskre is door buslijn 4 verbonden met de rest van de stad.
Astangu · Haabersti · Kakumäe · Mäeküla · Mustjõe · Õismäe · Pikaliiva · Rocca al Mare · Tiskre · Väike-Õismäe · Veskimetsa · Vismeistri